# Flamand festészet

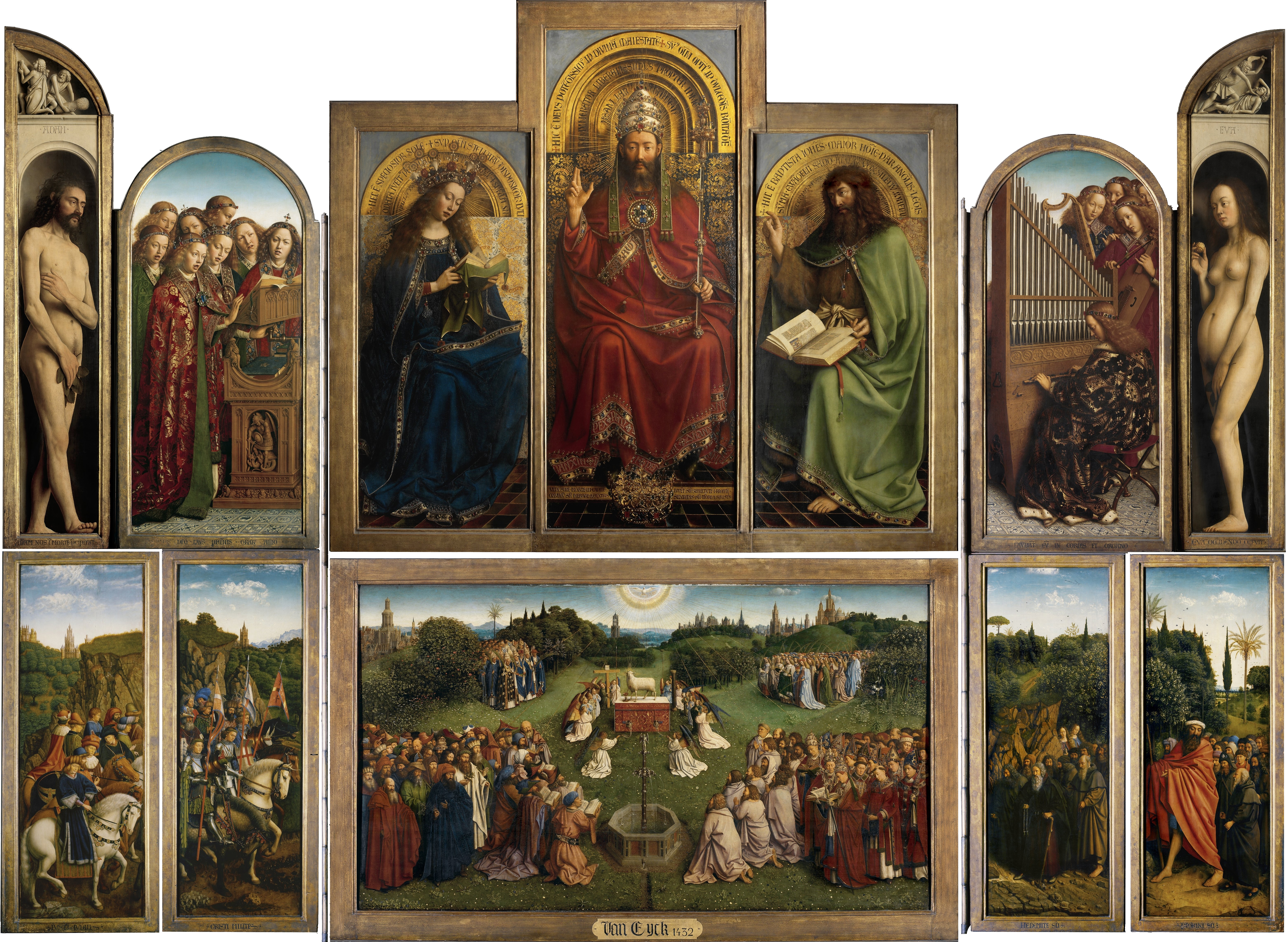
Hubert és Jan van Eyck
Genti szárnyasoltár (1426 k. – 1432) Szent Bavo-székesegyház, Gent

A flamand festészetként ismert festőiskola a 15. században született Flandriában, Jan van Eycknek köszönhetően. Jellemzői az olajfesték használata és a részletek alapos kidolgozása.

## Meghatározása
A flamand festészet kifejezést, miként más nyelvekben is, helytelenül használják (Max Friedländer), mivel ami a 15. és 16. század művészi produkcióját illeti, az egész területre vonatkozik. Németalföld (a mai Belgium és Hollandia), jóval nagyobb régió, mint Flandria. Ez a szóhasználat annak a ténynek köszönhető, hogy e művészettörténeti jelenség kezdeti szakaszában a legnagyobb kulturális hatású központjai Flandriában voltak, úgymint Brugge, Gent és Antwerpen. Ezekben a városokban a holland festészet legreprezentatívabb festői dolgoztak, de születésük és képzettségük alapján nem feltétlenül voltak flamandok, a németalföldi terület más régióiból vagy akár más nemzetekből származó festőket is ennek az áramlatnak a vezető művészei között tartjuk számon.
Mindenesetre, ha a tizenötödik és a tizenhatodik századra vonatkoztatjuk, lehetséges, hogy a kifejezést Hollandia festészetére használjuk, miután egységes autonóm állam alakult ki az északi tartományokban a 16. század végén. Ettől kezdve feltétlenül meg kell különböztetni a flamand és a holland festészetet. És ez nem csak és nem annyira a politikai-földrajzi pontosság, hanem inkább annak a ténynek tulajdonítható, hogy ez a szétválasztás egyértelmű kulturális megkülönböztetést von maga után Észak- és Dél-Hollandia között, ami természetesen tükröződik a figuratív művészetekben is. Észak valójában a protestáns vallást öleli fel, míg Dél katolikus marad. Az észak életet ad egy független és polgári köztársaságnak, a dél továbbra is a Spanyol Királyság birtoka. Különbségek, amelyeknek művészettörténeti jellegű nagy következményei megtörik a holland festészet korábbi jelentős stilisztikai-kulturális egységét, és a déli festészet megkülönböztetéséhez még a terminológia szempontjából is meg kell különböztetni, amely a 17. században is flamandnak határozza meg magát – az északitól, amelyet ettől kezdve hollandként határoznak meg.

## Előzmények

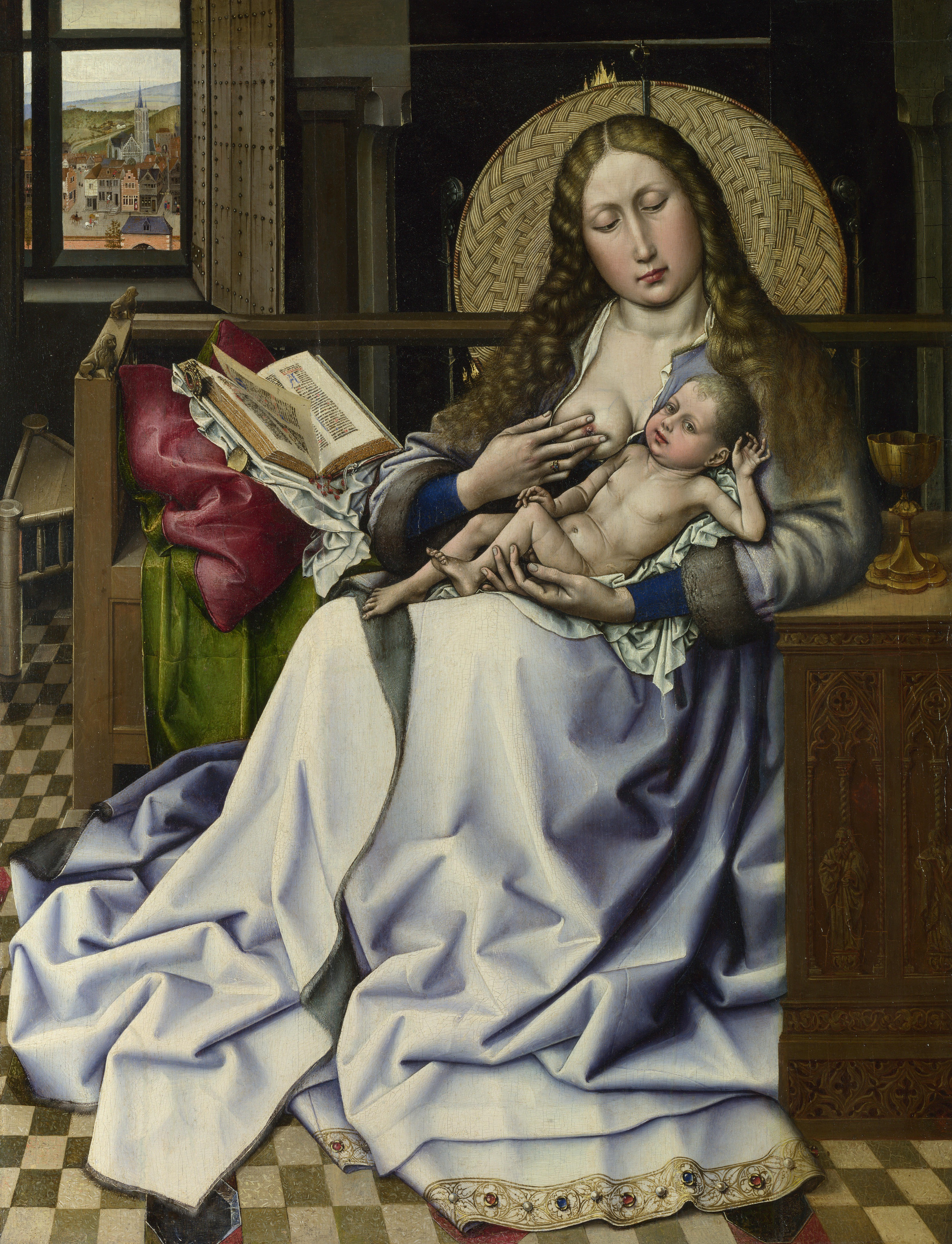
Robert Campin
Madonna a Gyermekkel (1440 k.)
National Gallery, London

A 15. század művészete újra felfedezte a tágabb értelemben vett „igazit”, és ennek a forradalomnak színtere Masaccio Firenzéjének és Van Eyck Flandriájának és más mestereknek két párhuzamos világuk volt. A flamand tizenötödik század tehát a firenzei reneszánsszal együtt akkoriban egész Európa kulturális vonatkozási pontjának  volt tekinthető.
Abban az időben a flamand országok nagyobb területet jelentettek, mint a mai Flandria, beleértve Artois-t, Brabantot, Hainau-t, Limburgot, északabbra pedig Hollandiát és Zeelandot. Ez a hatalmas és népes terület a 15. század elejétől jólétnek örvendett, virágzó ipari tevékenységekkel, sűrű kereskedelemmel egész Európával meg viszonylagos politikai és közigazgatási stabilitással. A hatalmas Burgundi Hercegséghez 1384-ben történt csatolása fenntartotta ezt az olyan uralkodóknak köszönhetően, mint Merész Fülöp és Jó Fülöp, a bölcs egyensúlyt a központosított hatalom és a helyi autonómia iránti igények között, a helyi gazdasági vitalitás feláldozása nélkül.
A flamand nagyvárosok (Gent, Brugge, Ypres) szerencsés földrajzi helyzete ösztönözte a tranzitkereskedelmet, amely élénk pénzügyi tevékenységet igényelt. Számos, gyakran külföldi bank nyújtotta be ezeket a likviditási igényeket, köztük sok itáliai, amelyek gyakran nyitottak itt saját fiókot. Ennek eredményeként gazdag, kozmopolita és kulturálisan érdekelt társadalom jött létre, amely garantálni tudta az állandó és változatos igényt a műalkotásokra. A 15. századi Flandriában a polgári ügyfélkör – valószínűleg először – megegyezett az arisztokratikussal, bár a legfontosabb kulturális élet az udvarokban zajlott, különösen azután, hogy Nagy Fülöp 1419-ben hercegi székhelyét Dijonból Brüsszelbe költöztette.
A nagy nyugati egyházszakadás eseményeivel kapcsolatban már a 14. század végétől kezdve vallási érzékenység alakult ki a térségben és kissé az összes északi országban, amelyek szorosabb kapcsolatot kerestek Isten és az ember között, amely ösztönöz az istenivel való azonosulásra, különös tekintettel a szenvedések megosztására, legyen az Krisztus szenvedése vagy Mária fájdalmai. A vallás „privát” aspektusa összekapcsolódott a hithű imakönyvek és az odavaló képek terjesztésével. Ez az eltérő szellemiség, amelyet természetesen Itáliában nem rontottak el, volt az egyik oka annak, hogy a művészeket valósághűbb figuratív kutatásra kényszerítették, figyelemmel a mindennapi élet legkisebb és legpontosabb részleteire. Ezenkívül a nominalista filozófiára is súlyt kellett helyezni, amely fenntartja, hogy a valóság anyaga az egyes fizikai tárgyak észleléséből származik.
Ebben a környezetben született meg és alakult ki Jan van Eyck új festészete. Különbség az itáliai és különösen a firenzei udvarok világában az volt, hogy Flandriában a festőket nem támogatta az értelmiség megfelelő kritikai tudatossággal, hiányzott belőle a gyümölcsöző dialektika és reflexió ösztönzése.

## Jellemzői

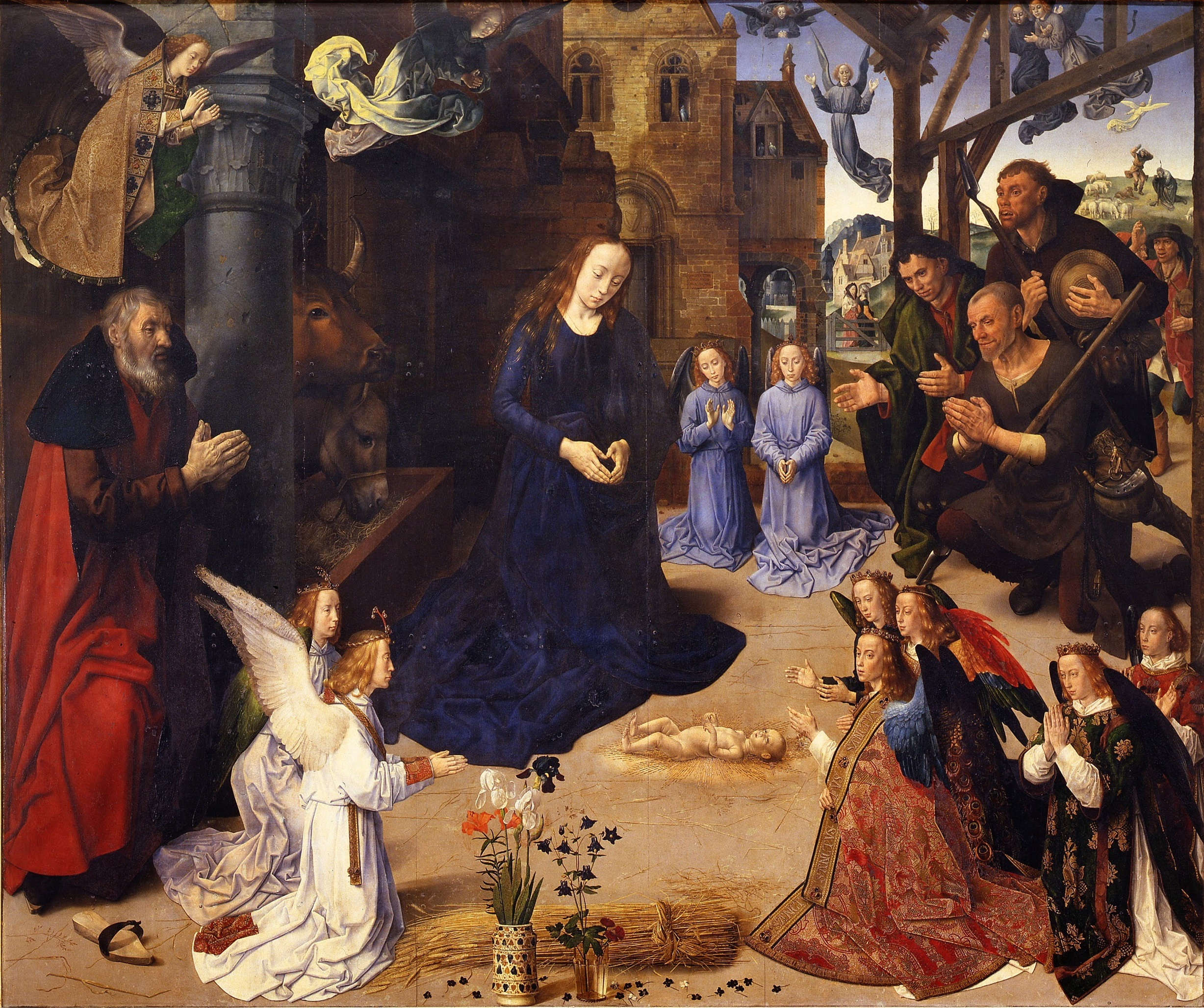
Hugo van der Goes
A Gyermek (Jézus) imádata, (a Portinari Triptichon központi panelje) (1476–1478) Uffizi, Firenze

A flamand művészet főbb jellemzői:
- Olajfestékek használata
- A fény egységes térmeghatározása
- Részletes valóságábrázolás
- A miniatűrhöz való vonzódás
- Háromnegyedes portrék

### Technikája
Az ókorból már ismert és a késő középkorban bizonyosan használt olajfestékeknek voltak bizonyos hibáik, mert rosszul száradtak és sokáig ragacsosak maradtak; ráadásul az alkalmazott festékek sötétedéssel vagy fakulással megváltoztatták a kívánt színt.
A flamandok a 15. században ezeket és más hátrányokat orvosolva tökéletesítették és fejlesztették az olajfestés technikáját. Ellentétben a temperával, amely gyorsan megszáradt, és csak nagy nehézségek árán tette lehetővé az árnyalatokat és a tónusátmeneteket, az új olajos kötőanyagban lévő színek könnyebben összeolvadhattak, lehetővé téve az egymást követő többé-kevésbé átlátszó rétegekkel, amelyek fényessé és ragyogóvá tették a festményt, lehetővé téve a felületek különböző textúrájának meghatározását a legapróbb részletekig. Az így létrehozott festményeket szintén nem kellett többé lakkozni, mint a múltban.
A száradásgyorsító használata azonban önmagában nem magyarázhatja a fényvisszaadással és annak legkülönbözőbb felületeken való megjelenésével összefüggő flamand művészet újjászületését, bizonyos eredmények tulajdonképpen megtalálhatók a különböző technikákkal készített művekben is, például a miniatúrákban. A misztikus bárány poliptichonjának restaurálása során végzett tanulmányok és a korszak számos más műve csak részben tudta tisztázni azokat a technikai körülményeket, amelyek mellett a legjobb flamand művek készültek. Az eljárást nagyjából a következőképpen lehet összefoglalni: a festő először a fehér alapozáson vázlatrajzot készít a variációk lehetőségével. Ezt követi a modellezés vázlata; majd az alapszínt (úgynevezett mestica) a színárnyalatok átlagos színét viszi fel, amelyen a chiaroscuro működni kezd; majd mindegyik figurát felviszi egymást követően enyhén chiaroscuro mázrétegekkel, nagyon változó számban és vastagságban, a kívánt hatásoknak megfelelően.
Megjegyzendő a freskók jelentős hiánya a flamand festészetben, amely pedig az európai festészet történetében nagy szerepet játszott. Ezt a tényt elsősorban azzal magyarázzák, hogy a flamand festészet konstitutív szereplői közül sok belső összefüggésben van az olajfestéssel, és a freskófestészetben nehezen reprodukálható. Ennek a jelenségnek egy másik oka valószínűleg az a szokás, hogy a faldekorációt faliszőnyegekre bízták, nem pedig festményekre abban a korszakban, sőt Flandria ebben az ágazatban is kiválóan teljesített, nemcsak a szigorúan textil résznél, hanem a kartonok elkészítésénél is. A holland terület nagy művészei közül sokan általában a gobelinkartonok elkészítését ötvözték a festőállványon való festéssel. Bár kivételes, a flamand művészektől nem hiányoznak a freskótechnika jó bizonyítékai: példa Michiel Coxcie, aki a Santa Maria dell’Anima római templomban két kápolnát festett ki freskókkal (amelyekből mára csak egy maradt fenn).

### Térbeliség és fény

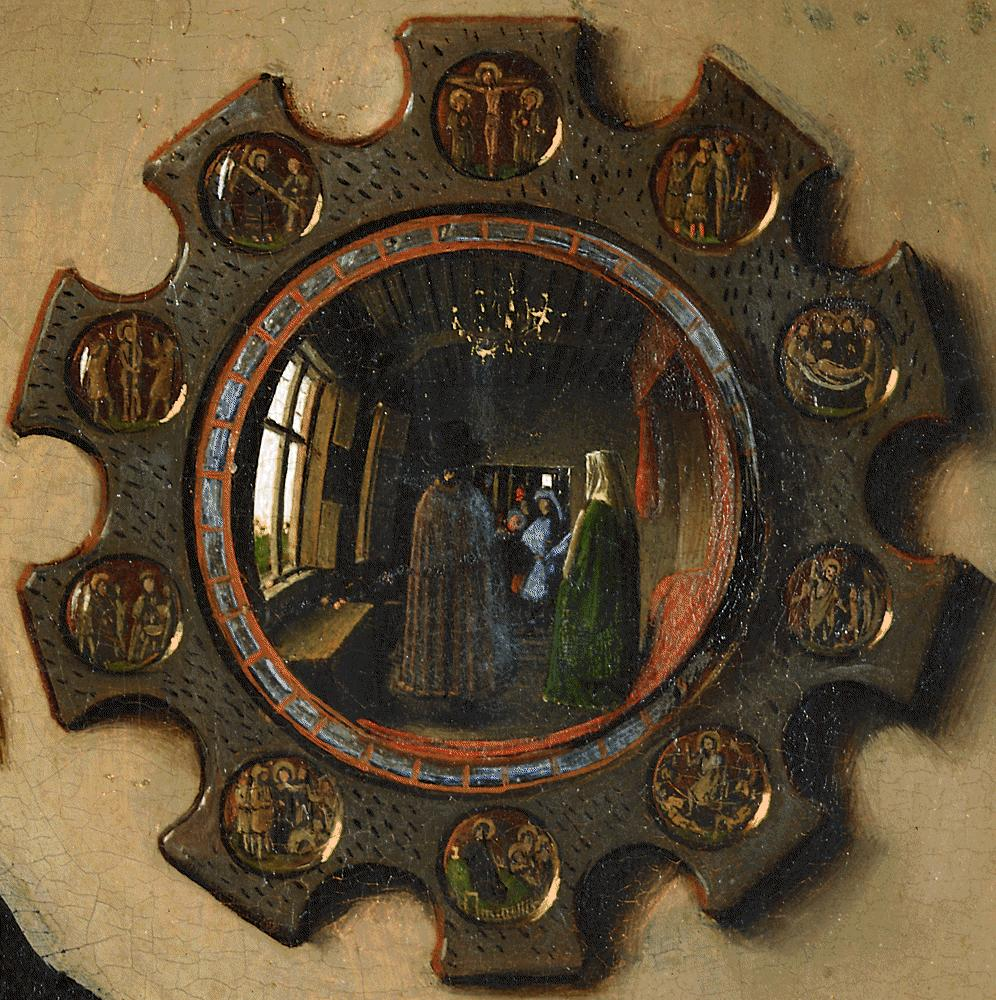
A tükör az Arnolfini házaspár portréján (1434)

Hasonlóan a korabeli toszkán festőkhöz, a flamandok is érdeklődést mutattak a valóság természethű ábrázolása iránt. Ebben az esetben is a késő gótikus művészet kánonjaiból indultak a kutatások, és hamarosan a flamandok, különösen Van Eyck, képesek voltak a figurák és a táj teljes integrációjához eljutni, ahol a fény az egész jelenetet egyesítő elem, a fő figurák gondos öltöztetésével mind a ruhadarabok, mind az egyes tárgyak részletes megjelenítésével. Így a késő gótikus ábrázolások felfüggesztett és elvont térbelisége elvesztette jelentőségét, ahol minden egybeesett, hogy történetet vagy jól megtervezett balettmegjelenést nyújtson.
A flamandok tere is nagyon különbözik az olaszok terétől, amelyet a lineáris centrikus perspektíva jelöl. Valójában az olaszok egyetlen eltűnő pontot használtak a láthatár közepén, ahol minden tökéletesen felépített és rendezett, pontos kapcsolatok vannak az alakok és az egyetlen fényforrás között, amely meghatározza az árnyékokat. E megközelítés szerint a néző továbbra is el van zárva a helyszíntől, ám teljes és világos képet kap róla.
A flamandok számára viszont a néző illuzórikusan szerepel az ábrázolás terében, olyan eszközök révén, mint például több eltűnő pont (három, négy) használata vagy egy magas horizontvonal, amely a környezetet „rejteni” látszik, s hamarosan átterjed a nézőre. A tér tehát távol áll a zártságtól és befejezettségtől, sőt gyakran nyílnak olyan ablakok, amelyek bepillantást engednek egy távoli tájba, vagy akárcsak Jan van Eyck híres Arnolfini házaspárjának portréján akár olyan tükrök is előfordulhatnak, amelyek megduplázzák a környezetet, a főszereplők válla mögött.
Ezenkívül a flamandok fénye nem szelektív, vagyis ugyanolyan figyelemmel világítja meg a végtelenül kicsi és a végtelenül nagy dolgokat, mintegy közegként működik az egész ábrázolás egységesítésében. Számos fényforrást használnak, amelyek megsokszorozzák az árnyékokat és a visszaverődéseket, lehetővé téve a különböző felületek éles meghatározását: a ruhától a szőrméig, a fától a fémig minden anyag sajátos reakciót mutat a fénysugarakra.

### Az emberi alak és szimbolika

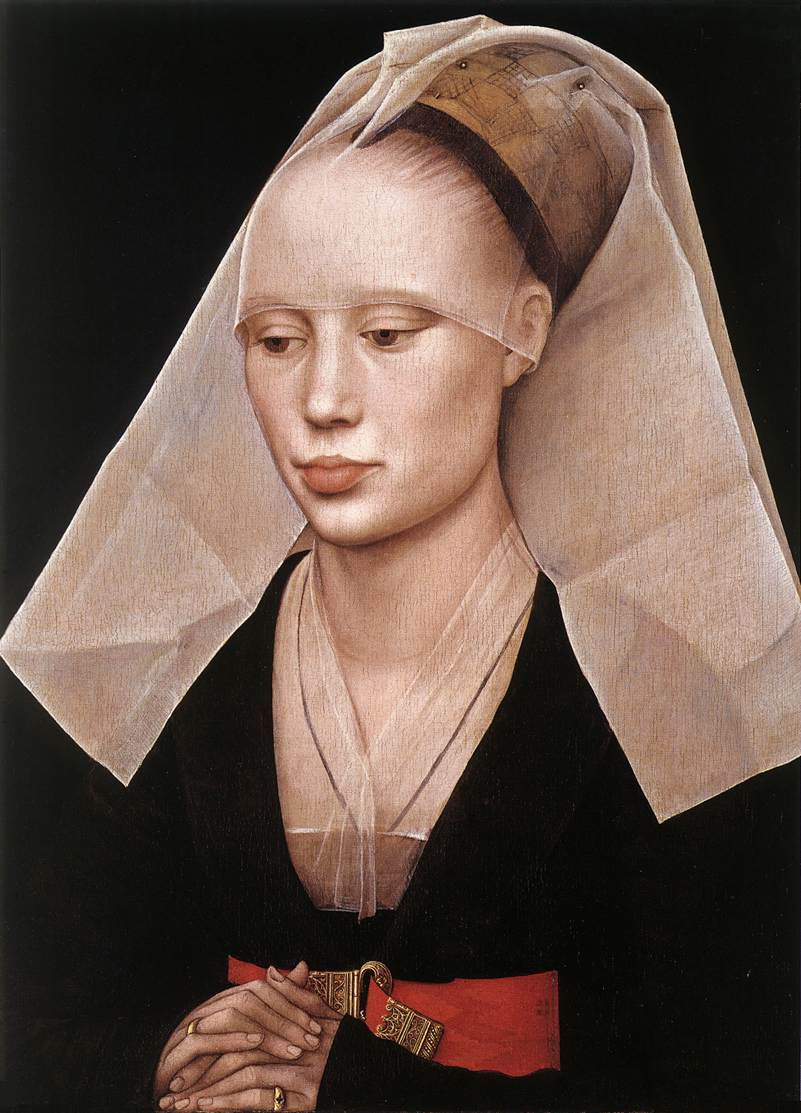
Rogier van der Weyden
Fiatal nő portréja (1460 körül) National Art Gallery, Washington

A részletekre és a legváltozatosabb tárgyakra oly figyelmes látomásban az ember nem lehet a világ közepe, ahogyan a humanisták elmélete szerint, inkább csak egy része a nagyon gazdag Világegyetemnek, ahol nem minden tulajdonítható a racionalitásnak. Ha egyrészt az ember gesztusainak és cselekedeteinek nincs meg a kulturális erejük a történet megalkotásához, másrészt az egyes tárgyak jelentőségre tesznek szert az ábrázolásban, erős szimbolikus értéket nyerve, amely különféle rétegeken olvasható.
Például ismét az Arnolfini házaspár portréján számos olyan részlet található, amelyek nemcsak önmagukban érvényesek, hanem különféle jelentéseket is magukban foglalnak, ebben az esetben az esküvői szertartáshoz kapcsolódnak: a kutya, a hűség szimbóluma, gyertyák, az esküvői gyertya szimbóluma, amely néha megjelenik a házassági hirdetésekben, a jobb oldalon lógó rúd, a szüzesség szimbóluma (virgo-virga szójáték) stb. A festmény valósághűségét és a festő szokatlan aláírását (Johannes de Eyck fuit hic) a valóság helyébe lépő házassági tanúskodásként kell felfogni, szinte olyan hivatalos dokumentumként, amely garantálja a házasulók esküvője tényét tanúk jelenlétében, beleértve magát a festőt is, a tükörben ábrázolva, miközben a másik tanúval belépnek.
A sok szellemi jelentés gazdagsága, a nagyon elegáns és részletes elbűvölő ábrázolással együtt a flamand műveket a valaha legkedveltebbek és legtanulmányozottabbak közé sorolják.

### Portré háromnegyed pózban
A flamandok kitalálták a karakter másik megjelenítési módját is: nem profilban, nem frontálisan, hanem valójában háromnegyedben. A nézőpont ábrázolásának ez a változása lehetővé teszi a megfigyelő számára, hogy több információt szerezzen ugyanazon arc fiziognómiájáról. Az arc pozicionálása háromnegyedben van, majd balra vagy jobbra fordulva egy üres helyre néz.

## A flamand festészet megalapítói

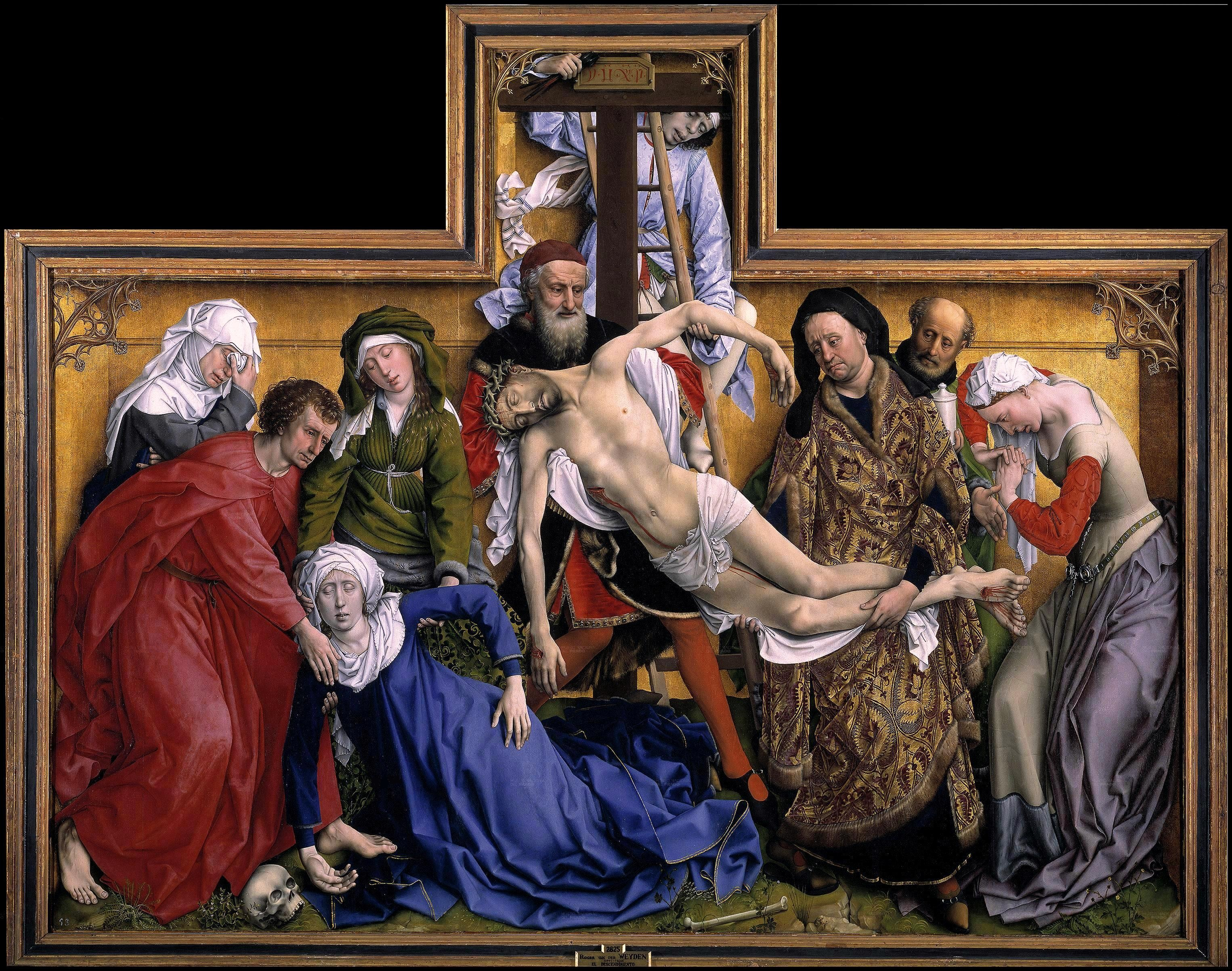
Rogier van der Weyden
Levétel a keresztről 1433-1435
Prado Múzeum, Madrid

A tizenötödik század első periódusát „a flamand primitívek iskolájának” nevezik. Képviselői az iskolában általában festett vallásos témájú képek és érdekes portrék, hátterek, tájak. Az olaj technikájával ezek a festők olyan stílust fejlesztettek ki, amelyet az aprólékosság, a tárgyak reprodukciójának öröme, a naturalizmus és a táj iránti szeretet jellemez.
A flamand művészet első generációja Jan van Eyck, Rogier van der Weyden és Robert Campin három nagy mesterhez kapcsolódik. A második generáció, amely olyan központok jólétét láttatja, mint Brugge és Brüsszel, lényegében Petrus Christus és Dieric Bouts, valamint számos névtelen vagy kevésbé prominens művész nevéhez fűződik. Az utolsó generáció, immár a tizenötödik század utolsó évtizedeiben, nosztalgikus művészek sorozata, akik a viharos idők ellenére kikristályosítják stílusukat, közülük Hans Memling és Hugo van der Goes emelkedik ki.
Ennek a nagyszabású képi jelenségnek az eredete sokat vitatott: egyes művészettörténészek úgy vélik, hogy van egy folytonossági vonal a késő gótikus művészettel, amely akkor uralta az észak-európai térséget, beleértve Hollandiát, és a primitív flamand festészetet: egy olyan elfeledett mester újrafelfedezése, mint Melchior Broederlam, akinek munkájában vannak, akik érzékelik a következő vaneycki forradalom jeleit, ebben az értelemben jelentős érvnek tekintik.
Mások inkubációs forrásként azonosítják azt a finom miniatúrát, amely a 14. század vége és a 15. század eleje között nagy mértékben elterjedt Párizs környékén és Burgundiában (amelynek akkoriban Flandria is része volt), egy hipotézis, amely szuggesztív támaszt talál abban a tényben, hogy Jan van Eyck belemerült ebbe a művészetbe, és feltételezik, hogy éppen miniátorként kezdte pályafutását. Végül más szerzők, például Federico Zeri, arra a következtetésre jutottak, hogy a flamand festményt Van Eyck hozta létre ugyanúgy, mint ahogy „Minerva Jupiter fejéből született”, vagyis a folyamatosság megoldásában a múlttal és gyakorlatilag már teljes az összes alkotóelemmel.
Fontos volt a korai flamand festészet hatása az európai festészet többi részére. Mindenekelőtt technikai szinten: szinte mindenhol az olajfestmény váltotta fel a korábbi temperafestést mint domináns technikát. De stilisztikai téren is az európai művészet nagy része érzékenynek mutatkozott az új flamand festészet iránt, bár különböző intenzitással. Spanyolországban rögzítették a flamand modell szinte teljes befogadását (és valójában a 15. század végi ibériai festészet definiálásához Hispano-Flamand). Németországban néhány holland mester, és mindenekelőtt Geertgen tot Sint Jans olyan forrásnak számít, amelynek hatása érzékelhető a német reneszánsz mestereinek, köztük Dürernek munkáin. Végül Itáliában sem hiányzik a flamand eredetű hagyományokból a reneszánsz hagyomány: Piero della Francesca fény iránti érzékenysége, Antonello da Messina munkája, különösen portréi, és Leonardo festészetének néhány árnyalata, tájai a leglátványosabb és legismertebb példák.

## A virágzó reneszánsz

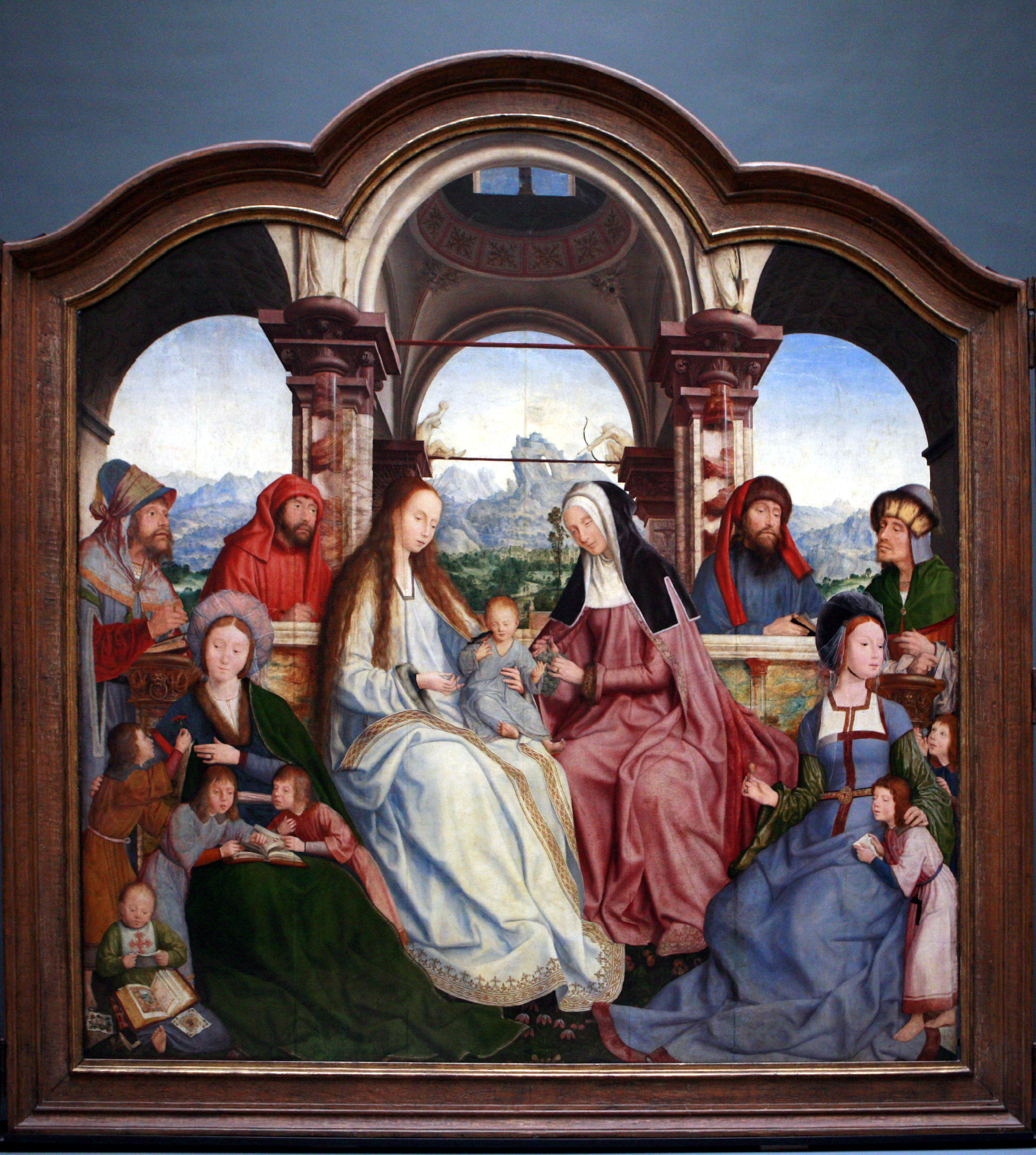
Quinten Massys, a louvaini Szent Anna Testvériség triptichonjának központi része (1507–1509)
Királyi Szépművészeti Múzeum (Brüsszel)

A 15. század vége és a 16. század eleje között a holland terület, amely közvetlenül a reformáció után kezdte megkülönböztetni a déli katolikus részt (a jövőbeni Belgium) és az északi protestáns részt (a leendő Hollandia), még mindig rendkívüli gazdasági és kulturális gazdagság jellemezte, de míg egyes központok hanyatlás előtt álltak, például Brugge és Gent, mások új kozmopolita városokként (főként Antwerpen) jelentek meg, s megerősítették fontosságukat, például Brüsszel. Antwerpen minden eddiginél vezetőbb szerepet vállalt a festészet fejlődésében: mindenekelőtt a Max Friedländer által meghatározott antwerpeni jelenséggel (és aminek kevés köze van a manierizmushoz – ami talán még Hollandián kívül is figyelemre méltó, amelynek művei voltak (a legjobbak között említést érdemel a frankfurti mester), mint a művészi produkció minőségi színvonala miatt – majd a 16. század legnagyobb flamand festőinek számos főműve.
Ebben az időszakban az itáliai művészet és kultúra minden eddiginél erősebb hatása volt, ami Rotterdami Erasmus skandináv humanizmusához és a dél felől érkező példához kapcsolódó műalkotások létrehozásához vezetett. Az olasz stílus rendkívüli elterjedésének eszköze volt az itáliai mesterek által festett kárpitoskarton, amelyet Hollandiába (főleg Brüsszelbe) küldtek szövetszövés céljából. Ennek a jelenségnek paradigmatikus esete azonosítható a Sixtus-kápolna díszítésére szánt kárpitok megvalósításában, amely 1515 és 1519 között Brüsszelben zajlott. Raffaello kartonjai alapján. Karel van Mander, a holland Vasari tanúskodik arról, hogy ezek milyen nagy hatással voltak a helyi művészeti környezetre.
A nyomatok és metszetek forgalmazása is jelentősen hozzájárult a szubalpin modell befogadásához. Az olasz művészet által befolyásolt nagy mesterek között volt Bernard van Orley, Mabuse, Quentin Massys, Luca da Leiden és Joos van Cleve. Közülük sokan tartózkodtak Itáliában, sőt az odautazás e művészi áramlat követőinek képzési útjának tipikus eleme lett, amelyet később rómaiként határoztak meg. Ráadásul nem ritkán fordultak elő flamand festők, akik szinte véglegesen telepedtek le Itáliában. A legismertebb példák közül említhetjük Jan van der Straet (olaszosan Giovanni Stradano) és Paul Brill esetét.
De a holland tizenhatodik században nem írható minden a mediterrán hatás rovására: más művészek továbbra is inspirációt találtak a helyi hagyományokban és Észak-Európa más területein, rendkívül eredeti eredményekhez jutottak, például Hieronymus Bosch és Pieter Bruegel.
Ezt követően, a 16. század első évtizedeitől kezdve, a környéket korán megérintette a nemzetközi manierizmus alakulása. Abban az időben nagyon népszerűek voltak Frans Floris, Pieter Aertsen, Jan van Scorel, Maarten van Heemskerck és Antonis Mor.
Összességében a modern kritika kezdeti álláspontja, különösen a belga és a holland térségben, kevéssé értékelte a tizenhatodik századi holland produkciót, egyfajta alárendeltséget tulajdonítva az itáliai művészetnek. Nyilvánvalóan kivétel volt Bosch és idősebb Brueghel (emiatt is e két művész neve úgy ismertebb a nagyközönség számára, mint a romanisták), és általában az volt a tendencia, hogy a tizenhatodik századi festményt csak közjátékként fogják fel. két pompás időszak: a nagy primitívek tizenötödik százada, valamint Rubens és Rembrandt tizenhetedik százada. Az utóbbi évtizedekben azonban szemtanúi lehetünk e vélemény felülvizsgálatának, amely hajlamos felismerni a taljan befolyáshoz ragaszkodó festők teljes értékét.

## A tizenhetedik század
A tizenhatodik század vége és a tizenhetedik eleje között a holland köztársaság születésével, polgári és protestáns, az északi és a déli sorsok, utóbbi katolikus és spanyol maradt, szintén elváltak a művészeti területen.

### Az aranykor holland festészete

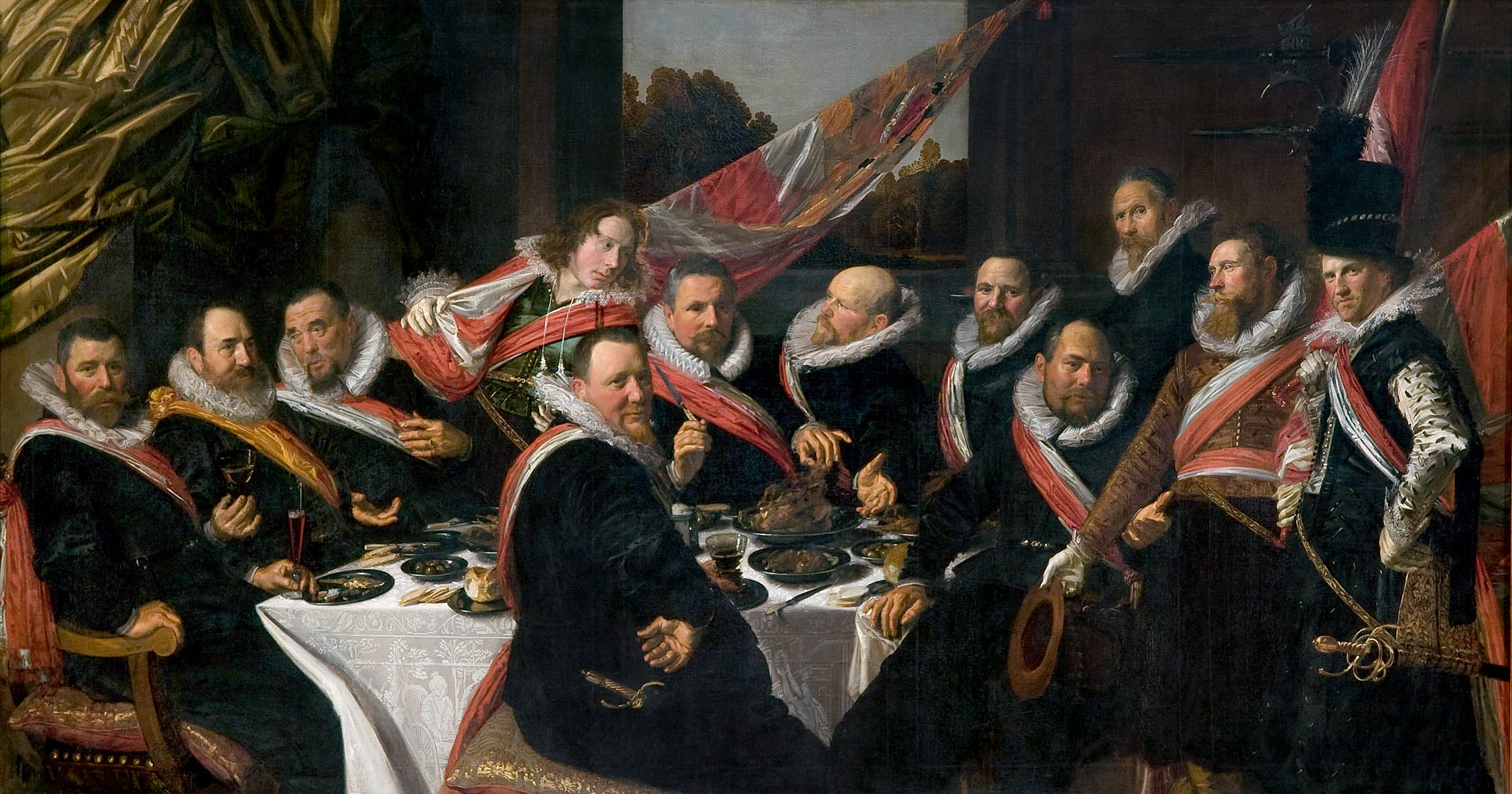
Frans Hals
Az 1616-os San Giorgió-i Polgárőrség tisztjeinek bankettje
Frans Hals Múzeum, Haarlem

Hollandiában megnyílt az aranykor rendkívüli szezonja, amelyet olyan egyetemes értékű művészek uralnak, mint Rembrandt és Vermeer. Azok a művészek, akik formát adtak a merkantilis és vallásilag megreformált társadalom értékeinek: a szakrális művészet elvesztette jelentőségét, és a legtöbb esetben kis formátumú, saját eladásra szánt festményekből áll. A protestáns templomokban valójában nem volt hely a flamand művészetre jellemző grandiózus oltároknak. Az egyházi pártfogás megszűnése udvari vagy nemesi pártfogás elvesztésével járt. A holland festészet megrendelője a virágzó polgári osztály volt: az életképfestészet, amely a holland burzsoázia mindennapi életének jeleneteit ábrázolja, nagy jelentőséget kapott: gondoljunk csak Vermeer és Pieter de Hooch hazai belső terére, vagy tipikusan olyan polgárok ábrázolásaira, mint Rembrandt híres Dr. Tulp anatómiája.
Hasonlóképpen szerencsésen találkozott a csendélettel. Természetesen a portré divatban maradt, de még ebben az esetben is volt új változás a műfajban, összhangban a holland társadalom új értékeivel. Ritkák voltak a nagyformátumú vásznakon készült teljes hosszúságú portrék, ahogy az az arisztokrata portréra jellemző volt. A nagy formátumot viszont a csoportképnek tartották fenn, amely a holland festészet másik tipikus eleme, ahol a városi céhek alakítják ki minden gazdagságukat és büszkeségüket. A holland csoportkép tipikus alkalma a városi polgárőrök, katonai és rendőri intézmények vezetőinek búcsúztatója, amelyben a városi központok holland burzsoáziája találkozott. A csoportos portré szakemberek Frans Hals és egy későbbi generációból Bartholomeus van der Helst voltak.
Az olasz klasszicizmus elvesztette Hollandiában azt a kondicionáló erőt, amely az előző évszázadban az egész holland térségben volt, ha valamelyik holland művész (de ez a jelenség bizonyos mértékben a déli területet is érintette) nagy érdeklődést mutatott Caravaggio találmányai iránt: Dirck van Baburen, Gerard van Honthorst és Matthias Stomer, a legjobb példák közé tartozik a karavaggizmus.

### A flamand barokk

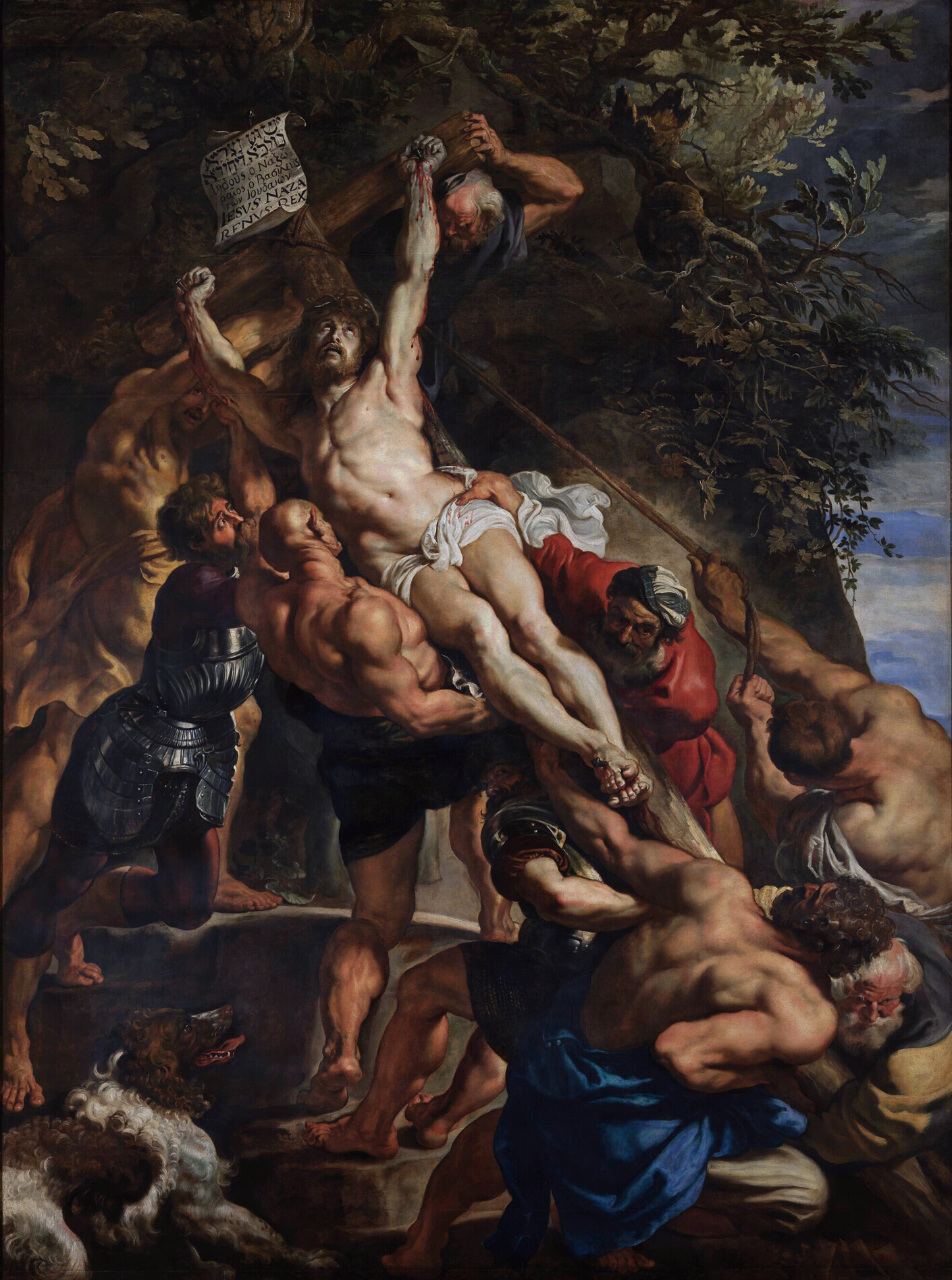
Peter Paul Rubens
A kereszt felállítása, 1610–1611 Szűzanya-székesegyház, Antwerpen

Egészen más a helyzet Dél-Hollandiában, ahol az olasz és a klasszikus lendület új életre talált olyan művészeknél, mint Rubens, a flamand tizenhetedik század vitathatatlan vezetője – aki Itáliában az első művészek közé tartozott, akik hozzájárultak valami új fejlődéséhez, a zavaró művészet barokk – és fő tanítványa, Antoon van Dyck.
Az ellenreformáció Flandriában is szükségessé tette a diadalmas egyház és a protestáns reformáció által fenyegetett hitigazságok didaktikai és zajos megjelenítését: íme a grandiózus szakrális (Hollandiában elképzelhetetlen) szent témák, amelyet elveszett. Rubens és műhelye hajtotta végre az antwerpeni Borromei Szent Károly-templom vagy az impozáns oltárok által, amelyeket maga Rubens festett, és amelyek most a város székesegyházában találhatók a Scheldén. Az udvar és az arisztokraták védnöksége továbbra is virágzott, nemcsak Flandriából, hanem ha nem is mindenekelőtt kívülről. Természetesen kapcsolatban álltak Madriddal, de a legmagasabb rangú megbízások Franciaországból is érkeztek: impozáns ünnepi kompozíciók (gondoljunk csak Rubens Maria de′ Medici-ciklusára), vagy a klasszikus irodalomból és mítoszból származnak. Caravaggio művészeti hatását követte Theodoor Rombouts, aki a fények játékát emelte ki műveiben, amelyek többek között az élet különböző örömeit ábrázolták.
Még a portréban is nyilvánvalóak a különbségek: gondoljunk csak Van Dyck magasrangú genovaiakat ábrázoló portréira, amelyek a leghívebben tudták közvetíteni a barokk század magas európai arisztokráciájának ízlését.

## Bibliográfia
- Erwin Panofsky, A korai holland festészet, eredete és jellege, Harvard University Press, Cambridge (MA), 1953
- Max J. Friedländer, Van Eycktől Bruegelig, Sansoni, Firenze, 1956
- Bert W. Meijer (szerkesztette), Festészet Hollandiában (Festészet Európában sorozat), 3 köt., Mondadori Electa, Milánó, 1997, ISBN 88-435-4039-4
- Pierluigi De Vecchi és Elda Cerchiari, A művészet korszakai, 2. kötet, Bompiani, Milánó, 1999. ISBN 88-451-7212-0
- Cvetan Todorov, Az egyén dicséretében. A flamand reneszánsz festészetről, Apeiron, Róma, 2001, ISBN 88-85978-34-7
- Brend W. Lindemann (szerkesztette), Civil értékek a 17. századi flamand és holland festészetben, a római kiállítás katalógusa, Museo del Corso, 2008/2009. Ed. 24. Ore Cultura, 2008. ISBN 88-7179-605-5
- Gera Judit: Kép és tükörkép. A flamand szimbolista festészet és irodalom kapcsolata; Fekete Sas, Budapest, 2002

## Fordítás
Ez a szócikk részben vagy egészben  a   Pittura fiamminga című olasz Wikipédia-szócikk ezen változatának fordításán alapul.  Az eredeti cikk szerkesztőit annak laptörténete sorolja fel. Ez a jelzés csupán a megfogalmazás eredetét és a szerzői jogokat jelzi, nem szolgál a cikkben szereplő információk forrásmegjelöléseként.